# Austrophorocera meridionalis
Austrophorocera meridionalis är en tvåvingeart som beskrevs av Thompson 1968. Austrophorocera meridionalis ingår i släktet Austrophorocera och familjen parasitflugor. Inga underarter finns listade i Catalogue of Life.